# Bibliografia de Harry Turtledove
Bibliografia do escritor de ficção científica, fantasia, ficção histórica e não ficção Harry Turtledove:

## Escritos como Eric Iverson

### Elabon
- Wereblood (1979)
- Werenight (1979, revisado em 1994 para incluir Wereblood)
- Prince of the North (1994)
- King of the North (1996)
- Fox and Empire (1998)
  - Wisdom of the Fox (1999, compilação da edição revisada de Werenight e Prince of the North)
  - Tale of the Fox (2000, compilação de King of the North e Fox and Empire)

## Escritos como H. N. Turteltaub
- Justinian (1998)

### Hellenic Traders
Esta série de ficção histórica conta a história dois primos que são comerciantes andarilhos no Mediterrâneo do século IV A.C.
- Over the Wine Dark Sea (2001)
- The Gryphon's Skull (2002)
- The Sacred Land (2003)
- Owls to Athens (2004)
- Salamis (2020)

## Escritos como Harry Turtledove

### Videssos
Série passada em um mundo alternativo análogo ao Império Bizantino.
- Videssos cycle: Uma das legiões de Júlio César é transportada para um mundo que se assemelha ao então futuro Império Bizantino, mas com magia.
  - The Misplaced Legion (1987)
  - An Emperor for the Legion (1987)
  - The Legion of Videssos (1987)
  - Swords of the Legion (1987)
- Tale of Krispos
  - Krispos Rising (1991)
  - Krispos of Videssos (1991)
  - Krispos the Emperor (1994)
- Time of Troubles
  - The Stolen Throne (1995)
  - Hammer and Anvil (1996)
  - The Thousand Cities (1997)
  - Videssos Besieged (1998)
- The Bridge of the Separator (2005)

### Worldwar/Colonization
A série incorpora elementos de ficção científica e história alternativa. Em Worldwar, alienígenas invadem a Terra durante a Segunda Guerra Mundial em 1942. A trilogia Colonization trata do curso da história uma geração após a série anterior, enquanto os humanos e os alienígenas tentam coexistir. Por fim, Homeward Bound segue uma nave espacial humana levando uma delegação ao planeta natal alienígena.
- Worldwar
  - In the Balance (1994)
  - Tilting the Balance (1995)
  - Upsetting the Balance (1996)
  - Striking the Balance (1996)
- Colonization
  - Second Contact (1999)
  - Down to Earth (2000)
  - Aftershocks (2001)
- Homeward Bound (2004)

### Southern Victory
A Ordem 191 nunca é encontrada pelas tropas da União durante a Campanha de Maryland e, portanto, a Batalha de Antietam nunca ocorre. Em vez disso, o Exército da Virgínia do Norte, sob o comando de Robert E. Lee, marcha para a Pensilvânia, aniquila o Exército do Potomac de George B. McClellan em Camp Hill e captura a cidade de Filadélfia. Como resultado, os Confederados vencem a Guerra de Secessão em 1862, sendo reconhecidos como nação independente pela Grã-Bretanha e pela França. Outro apelido popular para a série é Timeline-191.
- How Few Remain (1997)
- Great War
  - American Front (1998)
  - Walk in Hell (1999)
  - Breakthroughs (2000)
- American Empire
  - Blood and Iron (2001)
  - The Center Cannot Hold (2002)
  - The Victorious Opposition (2003)
- Settling Accounts
  - Return Engagement (2004)
  - Drive to the East (2005)
  - The Grapple (2006)
  - In at the Death (2007)

### Darkness / Derlavai
Série de fantasia centrada em uma guerra mundial que ocorre em um mundo semelhante à Europa medieval onde existe magia. Muitos elementos da trama são análogos à Segunda Guerra Mundial, com reinos e feitiços que fazem alusão às nações e tecnologias do mundo real.
- Into the Darkness (1999)
- Darkness Descending (2000)
- Through the Darkness (2001)
- Rulers of the Darkness (2002)
- Jaws of Darkness (2003)
- Out of the Darkness (2004)

### War Between the Provinces
Esta série de fantasia é fortemente baseada na Guerra Civil Americana, exceto que existe magia, a geografia do Norte e do Sul foi invertida e servos de cabelos loiros são apresentados em vez de escravos negros.
- Sentry Peak (2000)
- Marching Through Peachtree (2001)
- Advance and Retreat (2002)

### Crosstime Traffic
Viajar entre linhas do tempo, com o objetivo de coletar recursos, tornou-se possível no final do século XXI. É uma série de ficção para jovens adultos e, portanto, insultos raciais, palavrões e sexo são consideravelmente menos presentes, em comparação com outros trabalhos de Turtledove.
- Gunpowder Empire (2003) -  o Império Romano venceu a Batalha da Floresta de Teutoburgo e se manteve forte, mas a tecnologia nunca avançou além da descoberta da pólvora.
- Curious Notions (2004) - o Império Alemão seguiu o Plano Schlieffen, consequentemente vencendo a Primeira Guerra Mundial em 1914.
- In High Places (2006) - a peste negra foi muito mais mortífera do que no mundo real, o que acabou estendendo a Idade Média.
- The Disunited States of America (2006) - os Estados Unidos não formaram um governo federal em 1787, e a América do Norte se dividiu em dezenas de estados-nação que guerreiam entre si continuamente.
- The Gladiator (2007) - a União Soviética venceu a Guerra Fria e a Itália se tornou uma nação comunista empobrecida e ineficiente.
- The Valley-Westside War (2008) - a civilização regrediu a um nível quase medieval após a Terceira Guerra Mundial em 1967.

### Days of Infamy
O Império do Japão ganha a iniciativa na Guerra do Pacífico invadindo e ocupando o Havaí imediatamente após o ataque a Pearl Harbor.
- Days of Infamy (2004)
- End of the Beginning (2005)

### Atlantis
A trilogia descreve um mundo em que a costa leste dos Estados Unidos, da ponta da Flórida até a Nova Escócia, se separou do continente há cerca de 85 milhões de anos e se tornou uma ilha semelhante à Nova Zelândia. Em 1452, foi descoberta e nomeada como Atlantis por François Kersauzon, um pescador bretão. Conforme os séculos passam, o sétimo continente torna-se um ponto focal em uma linha do tempo gradualmente divergente.
- Opening Atlantis (2007)
- The United States of Atlantis (2008)
- Liberating Atlantis (2009)
- Atlantis and Other Places (2010) contém Audubon in Atlantis e The Scarlet Band (um pastiche de Um Estudo em Vermelho e A Banda Malhada, ambos da série de Sherlock Holmes, no qual o análogo de Dr. Watson expressa repetidamente conceitos raciais comuns àquela época) entre dez outras histórias sem relação entre si.

Opening Atlantis foi indicado para o Prêmio Prometheus de 2009.

### Opening of the World
A trilogia descreve um mundo de fantasia em que os habitantes de um império da Idade do Ferro, mas com fauna do Pleistoceno, exploram uma terra descoberta após o derretimento de uma geleira, onde encontram os Governantes, uma tribo de feiticeiros e guerreiros ferozes que ameaçam o império.
- Beyond the Gap (2007)
- Breath of God (2008)
- The Golden Shrine (2009)

### The War That Came Early
Uma hexalogia que descreve uma Segunda Guerra Mundial alternativa que começa em 1938 sobre a Checoslováquia.
- Hitler's War (2009)
- West and East (2010)[2]
- The Big Switch (2011)[3]
- Coup d'Etat (2012)
- Two Fronts (2013)
- Last Orders (2014)[4]

### Supervolcano
Em um momento não especificado no futuro, a Caldeira de Yellowstone entra em erupção. A trilogia segue o destino dos protagonistas e dos Estados Unidos uma década após a erupção.
- Supervolcano: Eruption (2011)
- Supervolcano: All Fall Down (2012)
- Supervolcano: Things Fall Apart (2013)[5]

### The Hot War
A Guerra da Coreia se transforma na Terceira Guerra Mundial depois que Harry Truman permite que Douglas MacArthur use bombas atômicas como ele queria, levando a uma reação em cadeia de ataques com bombas nucleares em toda a Ásia, Europa e América do Norte.
- Bombs Away (2015)
- Fallout (2016)
- Armistice (2017)

### State of Jefferson Stories
Publicadas pela primeira vez em maio de 2016, as histórias se passam em um mundo em que Sasquatchs, Iétis, Hobbits indonésios, Sereias e outros criptídeos são reais ou não estão extintos. Ao contrário das representações populares comuns de tais criaturas como feras menos evoluídas, eles são integrados a um mundo projetado para humanos comuns ("pessoas pequenas"). Como outras minorias étnicas, os criptídeos experimentam assimilação cultural e estereótipos, tornam-se menos familiarizados com seus costumes e línguas ancestrais e se relacionam com humanos.
Em 1919, vários condados no norte da Califórnia e no sul do Oregon se separaram, formando o Estado de Jefferson. Nem o novo estado e nem a descoberta anterior de criptídeos afetaram muito os Estados Unidos ou a história mundial, com eventos como a invasão chinesa do Tibete, a crise do petróleo de 1973 e a crise dos reféns no Irã ainda ocorrendo. A maioria dos Sasquatchs americanos vive no estado; embora ainda sejam uma minoria, são protegidos pelo estado, com a lei anti discriminação garantindo uma acomodação razoável.
A maioria das histórias retrata o governador Bill Williamson e o vice governador Sasquatch de Jefferson, que durante o final dos anos 1970 e início dos anos 1980 se encontram com Charles Kuralt, Jerry Turner, Nobuo Fujita e um Dalai Lama Iéti. Diretamente da capital Yreka, eles apresentam seu pequeno estado rural e obscuro para a nação e o mundo como um exemplo de como diferentes espécies podem cooperar pacificamente.
- "Visitor from the East" (maio de 2016)
- "Peace is Better" (maio de 2016)
- "Typecasting" (junho de 2016; ambientado no Ashland Shakespeare Festival de 1980)
- "Three Men and a Sasquatch" (janeiro de 2019)
- "Something Fishy" (janeiro de 2020)
- "Always Something New" (janeiro de 2020; ambientado no dia da eleição presidencial dos Estados Unidos de 1980)
- "Tie a Yellow Ribbon" (janeiro de 2020; ambientado após a crise dos reféns americanos no Irã)

### Livros independentes
- Agente de Bizâncio (1987): O agente especial do Império bizantino Basil Argyros é enviado em várias missões em um mundo em que Maomé se tornou cristão e, portanto, o Islão nunca existiu e o Império Bizantino nunca declinou.
- A Different Flesh (1988): Uma coleção de contos indo desde o século XVII ao século XX ambientados em um universo em que os ancestrais dos ameríndios nunca cruzaram para o Novo Mundo, deixando o continente dominado pelo Homo erectus, que se tornou conhecido como "sims" aos colonos ingleses. Sugerido pela leitura de Turtledove de Stephen Jay Gould, o tema principal do romance é o efeito que a proximidade de uma espécie intimamente relacionada, mas significativamente diferente, teria sobre como os humanos se veem, uns aos outros e a grande cadeia da vida.
- Noninterference (1988): Uma equipe humana de pesquisa interestelar viola uma diretiva para evitar interferir com civilizações alienígenas, com consequências desastrosas a longo prazo. Republicado na coleção 3xT.
- Kaleidoscope (1990): Uma coleção de contos, incluindo The Road Not Taken. Re-publicado na coleção 3xT.
- A World of Difference (1990): Nesta história, o quarto planeta do sistema solar é maior e é chamado de Minerva em vez de Marte. Em 1970, a sonda espacial Viking envia de volta uma imagem – uma criatura alienígena balançando um bastão – antes de perder o contato. Uma equipe estadunidense e uma soviética são enviadas para explorar o planeta; ambas as equipes apoiam grupos primitivos rivais em uma guerra tribal.
- Earthgrip (1991): Uma mulher cujo desejo é ministrar um curso universitário de Ficção Científica em Inglês Médio se junta à tripulação de uma nave mercante, apenas para obter algo diferente em seu currículo. Re-publicado na coleção 3xT.
- The Guns of the South (1992): Viajantes do tempo do Movimento de Resistência Africâner vindos de 2014 entregam AK-47s para os confederados, ajudando-os a vencer a Guerra Civil em 1864.
- The Case of the Toxic Spell Dump (1993): David Fisher, um agente da APA, confronta perigos mágicos em uma versão fantástica de Los Angeles. Ele segue pistas que o levam a um depósito de feitiços tóxicos, onde são armazenados restos perigosos de feitiçaria industrial.
- Departures (1993): Uma coleção de contos.
- Down in the Bottomlands (1993): No final do período Mioceno, o Mar Mediterrâneo secou e permaneceu assim até os dias atuais. A bacia do mar seco é um grande desfiladeiro que contém um parque nacional, e um guarda florestal deve correr para impedir que terroristas destruam o Estreito de Gibraltar e o Atlântico inunde a área.
- The Two Georges (1995); em coautoria com Richard Dreyfuss: Situado em 1995 em um mundo em que a Revolução Americana foi evitada pacificamente. A famosa pintura que simboliza a união entre a América do Norte e o Reino Unido é roubada pelo grupo terrorista conhecido como Filhos da Liberdade, que quer a independência do Império Britânico. Oficiais da Polícia Montada Real Americana devem encontrá-la antes que seja destruída.
- Thessalonica (1997): Os primeiros cristãos na cidade grega de Salonica lidam com invasores bárbaros em níveis físicos e metafísicos (o livro foi inspirado nos Milagres de São Demétrio).
- Between the Rivers (1998): Tendo lugar em um reino de fantasia equivalente à antiga Mesopotâmia, cidades-estado governadas por diferentes deuses lutam pelo domínio.
- Justinian (1998): Relato ficcional (com algumas especulações envolvidas) da vida do imperador bizantino Justiniano II — usando o pseudônimo de H.N. Turteltaub.
- Household Gods (1999); co-escrito com Judith Tarr: Uma advogada na atual Califórnia é transportada para o Império Romano de Marco Aurélio.
- Counting Up, Counting Down (2002): Uma coleção de contos.
- The Daimon (2002): Um romance incluso nas coleções Worlds That Weren't e Atlantis and Other Places. Descreve um mundo em que o filósofo Sócrates ajuda o general ateniense Alcibíades a derrotar os sicilianos e os espartanos, permitindo-lhe unir as cidades-estados da Grécia antiga e contemplar a guerra ao Império Aquemênida cerca de 80 ou 90 anos antes do previsto.
- O Dilema de Shakespeare (2002): A Armada Espanhola conquista a Inglaterra e força Shakespeare a escrever uma peça sobre Filipe II. Ao mesmo tempo, ele está secretamente escrevendo uma peça para a resistência inglesa sobre a rebelião de Boadiceia, sendo esta planejada para ser uma versão análoga à encarcerada Isabel I.
- In the Presence of Mine Enemies (2003): Segue a luta de uma família de judeus vivendo secretamente em Berlim, quase 70 anos após os nazistas vencerem a Segunda Guerra Mundial. Nesse caso, o declínio da União Soviética na década de 1990 se traduz no Terceiro Reich no século XXI, e o modo de vida secreto dos judeus lembra o dos marranos na Espanha.
- Conan of Venarium (2003): Uma prequela das histórias de Conan, o Bárbaro, autorizada por Robert E. Howard. Retrata a resistência de um Conan de 14 anos às legiões imperialistas que ocupam sua aldeia.
- Every Inch a King (2005): Um acrobata torna-se rei de um pequeno país. Embora ambientado em um mundo de fantasia, é análogo ao mundo real, desta vez nos Balcãs entre a Primeira e a Segunda Guerras Balcânicas. Shqiperi é baseado na Albânia, e a história em si é baseada na história de Otto Witte.
- Fort Pillow (2006): Um romance histórico detalhando a Batalha de Fort Pillow.
- "Under Saint Peter's" (2007): Conto presente em The Secret History of Vampires e We Install and Other Stories. Esta é a rara concessão de Turtledove ao gênero de história secreta, que ele professa ter pouco interesse em escrever. Em 2005, o Papa Bento XVI (não mencionado, mas implícito) é conduzido por um padre excêntrico a um bunker secreto sob o Vaticano para uma iniciação pouco conhecida que é realizada por cada novo pontífice desde os dias de São Pedro.
- The Man with the Iron Heart (2008): Reinhard Heydrich sobrevive a uma tentativa de assassinato na Checoslováquia e depois passa a liderar um movimento insurgente contra a ocupação aliada da Alemanha. Turtledove mistura informações recolhidas de documentos e relatos autênticos com outro transplante histórico, que neste caso é a insurgência iraquiana de 2003 sendo transplantada para a Alemanha dos anos 1940.
- After the Downfall (2008): Um oficial da Wehrmacht é transportado para um mundo de fantasia durante a Queda de Berlim no fim da Segunda Guerra. A história assemelha-se à fórmula de Edgar Rice Burroughs e L. Sprague de Camp, misturada com o habitual alegorismo de Turtledove, pois o personagem central vê paralelos entre a política e as noções de seu novo mundo e as do mundo que acabou de deixar.
- Reincarnations (2009): Uma edição limitada de capa dura contendo oito histórias, sendo seis nunca antes reimpressas e uma original.
- Give Me Back My Legions! (2009): Um romance histórico detalhando os eventos que levaram à Batalha da Floresta de Teutoburgo, bem como a própria batalha.
- Joe Steele (2015): Ampliado a partir do conto homônimo, a história trata de Josef Stalin, cujo nome americanizado é o do personagem-título, tendo nascido e sido criado nos EUA. Quando o governador do estado de Nova Iorque Franklin D. Roosevelt morre em um incêndio na Mansão Executiva do Estado de Nova Iorque, o Partido Democrata tem pouca escolha a não ser nomear o próprio Steele como seu candidato para a eleição presidencial de 1932. O romance espelha os atos do Stalin real com os de Steele durante a depressão, a Segunda Guerra e a Guerra Fria que se seguiu através dos olhos de um presidente com alma de tirano.
- The House of Daniel (2016): Durante a Grande Depressão, um jovem "Okie" se junta ao time de beisebol itinerante patrocinado pela igreja que dá nome à história. Enquanto o time viaja para jogar em várias cidades do oeste americano, o jovem aprende sobre a cultura das cidades que visitam e tem encontros passageiros com vampiros, lobisomens, zumbis e outros seres mágicos.
- Through Darkest Europe (2018): Situado nos tempos modernos em que o mundo árabe passou pelo iluminismo, desenvolvendo ciência e tecnologia, enquanto a Europa Ocidental permaneceu um viveiro de fundamentalismo cristão. O título provisório do livro era God Wills It.
- Alpha and Omega (2019): Uma representação do Fim dos Dias, baseada na mitologia judaico-cristã.
- And the Last Trump Shall Sound (2020), em coautoria com James K. Morrow e Cat Rambo: Um futuro alternativo onde Donald Trump foi reeleito em 2020.
- Or Even Eagle Flew (2021): Amelia Earhart não desaparece em 1937 e depois se junta aos Esquadrões Águia da Força Aérea Real Britânica para lutar contra os nazistas na Segunda Guerra Mundial.
- The Best of Harry Turtledove: Uma coleção de contos.
- Three Miles Down (2022): Uma história de primeiro contato ambientada na década de 1970.

### Contos
- A Massachusetts Yankee in King Arthur's Court (1992): John F. Kennedy é brevemente transportado de volta no tempo para a antiga Grã- Bretanha, onde conhece o Rei Arthur de Camelot. A história também está incluída na antologia de 1992 de Mike Resnick, Alternate Kennedys.
- Uncle Alf (2002): Um romance incluso nas coleções Alternate Generals II e Atlantis and Other Places. O Império Alemão venceu a Primeira Guerra Mundial quando Alfred von Schlieffen viveu para ver seu plano ser executado com sucesso e a Alemanha ocupar a França e a Bélgica. Em 1929, Adolf Hitler, sargento da Feldgendarmerie, é enviado à França ocupada para caçar Jacques Doriot, um rebelde lutando contra a ocupação alemã da França.

## Não ficção
- The Chronicle of Theophanes, editado e traduzido por Harry Turtledove, University of Pennsylvania Press, 1982. Uma tradução de um importante texto histórico bizantino, concluída logo após os estudos de pós doutorado de Turtledove.

## Publicações online
- Winter of Our Discontent: The Impeachment and Trial of John F. Kennedy (2007): Fragmento de um romance, coescrito com Bryce Zabel. Depois que John Kennedy sobrevive ileso ao ataque em Dealey Plaza, a investigação resultante desencadeia eventos que destroem seu governo. Zabel finalmente publicou o trabalho final como um projeto solo intitulado Surrounded by Enemies: What If Kennedy Had Survived Dallas? em 2013.
- "The House That George Built": Babe Ruth continua sendo um jogador da liga menor durante a maior parte de sua carreira até se aposentar e abrir um pub em Baltimore. Em 1941, ele reflete sobre o que poderia ter acontecido junto a um cético H. L. Mencken.
- Vilcabamba (3 de fevereiro de 2010): Depois que uma raça alienígena conhecida como Krolp subjuga a maior parte do planeta no século XXII, um enclave dos Estados Unidos e do Canadá tenta resistir a uma violação de um tratado de paz. A história é contada a partir da perspectiva do presidente / primeiro-ministro Harris Moffatt III, e é paralela à colonização espanhola da América. O título é uma referência à cidade de Vilcabamba, Peru, local da última resistência inca à colonização espanhola.[6]
- "Shtetl Days" (14 de abril de 2011): Após a vitória dos nazistas na Segunda Guerra, atores arianos retratam o estilo de vida pré-guerra dos judeus exterminados em uma atração turística. No entanto, eles passam a se identificar mais com os judeus do que com sua herança alemã.
- Lee at the Alamo (7 de setembro de 2011): Quando o Texas se separa da União em 1861, o tenente-coronel Robert E. Lee, comandante interino do Departamento do Texas, decide defender as munições dos EUA em Álamo e inicia a primeira batalha de uma Guerra Civil ligeiramente diferente.[7]
- "The Eighth-Grade History Class Visits the Hebrew Home for the Aging" (8 de janeiro de 2014): Em 2013, uma idosa judia compartilha histórias de sua vida com um grupo de alunos da oitava série.
- Hail! Hail! (2018): Logo após o lançamento de seu filme Duck Soup em meados de 1934, os Irmãos Marx visitam Nacogdoches, Texas, onde todos os quatro são atingidos por um raio e são transportados de volta no tempo para 15 de dezembro de 1826; chegam à mesma cidade e interferem na Rebelião da Fredônia.[8]Referências

1. ↑  «Prometheus Finalists»
2. ↑  Turtledove, Harry (2010). The War That Came Early: West and East. [S.l.: s.n.] ISBN 978-0345491848
3. ↑  Turtledove, Harry (2011). The Big Switch: The War That Came Early. [S.l.: s.n.] ISBN 978-0345491862
4. ↑  Turtledove, Harry (2014). Last Orders (The War That Came Early, Book Six). [S.l.: s.n.] ISBN 978-0345524713
5. ↑  Supervolcano: Things Fall Apart (Supervolcano #3) by Harry Turtledove (em inglês). [S.l.: s.n.]
6. ↑  Turtledove, Harry (3 de fevereiro de 2010). «Vilcabamba». Tor.com (em inglês). Consultado em 4 de julho de 2022
7. ↑  Turtledove, Harry (7 de setembro de 2011). «Lee at the Alamo». Tor.com (em inglês). Consultado em 4 de julho de 2022
8. ↑  «Hail! Hail! by Harry Turtledove». www.fantasticfiction.com. Consultado em 4 de julho de 2022